# 김경은 (연출가)
김경은은 대한민국의 텔레비전 드라마 연출감독이다.

## 드라마
- 2023년 ENA 월화 미니시리즈 《오! 영심이》 ... 공동연출